# In Lambeth: Visions from the Walled Garden of William Blake

In Lambeth: Visions from the Walled Garden of William Blake est un album dont la musique est composée, arrangée et dirigée par John Zorn. C'est le troisième album enregistré par le Gnostic Trio constitué de Carole Emanuel, Bill Frisell et Kenny Wollesen. Ikue Mori est invitée sur un titre. L'album est sous titré en hommage à William Blake.

## Liste des titres
| 1.    | Tiriel                        | 4:58 |
| 2.    | A Morning Light               | 4:46 |
| 3.    | America, A Prophecy           | 6:17 |
| 4.    | Through The Looking Glass     | 3:56 |
| 5.    | The Ancient Of Days           | 6:55 |
| 6.    | Puck                          | 3:36 |
| 7.    | The Minotaur                  | 3:26 |
| 8.    | The Night Of Enitharmon's Joy | 4:55 |
| 9.    | Walled Garden                 | 4:33 |
| 43:22 |                               |      |

## Personnel
- Carol Emanuel - harpe
- Bill Frisell - guitare
- Kenny Wollesen - vibraphone, cloches

Invitée
- Ikue Mori - électronique (7)